# Större dallerspindel
Större dallerspindel (Pholcus phalangioides) är en spindel i familjen dallerspindlar, Pholcidae. Den hade sitt ursprungliga utbredningsområde i  medelhavsområdet men finns numera över stora delar av hela världen.
Djuret vistas i Norden nästan bara inomhus, i källare och förråd, men också i uppvärmda rum. Spindeln har en gråbrun kroppsfärg och en kroppslängd på upp till 10mm. Honan är något större än hanen. Benen är uppemot 5 centimeter långa. Arten blir ibland förväxlad med medlemmar från ordningen lockespindlar. Dallerspindlar har en tydlig midja mellan fram- och bakkropp, medan detta saknas hos lockespindlar. 
Den större dallerspindeln, Pholcus phalangioides livnär sig huvudsakligen av mindre ryggradslösa djur som flugor, myggor och gråsuggor, men även av andra spindlar och i sällsynta fall även av artfränder. Arten kan t.o.m. fånga större husspindlar. Individerna kan bli upp till 3 år gamla.